# تاکومی کوماتسو
تاکومی کوماتسو (ژاپنی: 小松 拓幹؛ زادهٔ ۹ آوریل ۱۹۹۷) یک بازیکن فوتبال اهل ژاپن است.
از باشگاه‌هایی که در آن بازی کرده‌است می‌توان به باشگاه فوتبال کاماتامار سان‌اوکی اشاره کرد.